# Rieselfähigkeit
Rieselfähigkeit bezeichnet die Fähigkeit von Schüttgütern unter definierten Bedingungen vertikal zu fließen. Die Rieselfähigkeit eines Schüttgutes wird bestimmt durch seine Zusammensetzung und die Beschaffenheit seiner Partikel. Einflussgrößen sind beispielsweise Korngröße,  Korngrößenverteilung, Oberflächenbeschaffenheit der Körner, anhaftende Feuchte. Zur Bestimmung werden verschiedene Verfahren eingesetzt (siehe Abschnitt Messverfahren). Die Rieselfähigkeit dient als Kenngröße z. B. zur Bewertung der Förderfähigkeit von Pulvern und Granulaten. In Formgebungsverfahren wie dem Rotationssintern ist die Rieselfähigkeit der verwendeten Kunststoffpulver ein Kriterium für die Bewertung der Verarbeitbarkeit.

## Messverfahren
Die Rieselfähigkeit wird häufig als Auslaufzeit einer festgelegten Probenmenge aus definierten Trichtern angegeben. Die entsprechenden Vorgehensweisen sind normiert:
- ISO 6186[2] (Anwendungsbereich Kunststoffpulver und Granulat) bestimmt die Rieselzeit als Auslaufzeit in Sekunden.
- ASTM D 1895[3] (Anwendungsbereich Kunststoffpulver und Granulat) bestimmt auf ähnliche Weise eine als "pourability" bezeichnete Größe in Sekunden.
- ISO 4490[4], ASTM B213[5], ASTM B855[6] und ASTM B964[7] (Anwendungsbereich Metallpulver) bestimmen die Rieselfähigkeit als Auslaufzeit in Sekunden bzw. in s/20 cm³.

Ein abweichendes Verfahren wurde in DIN 53 916 beschrieben (zurückgezogen, Anwendungsbereich Waschpulver): Die Rieselfähigkeit wurde hier als dimensionslose Größe aus dem Schüttwinkel eines definiert erzeugten Pulverhaufens berechnet.